# Kinkei
Kinkei (japonsky: 金鶏山; Kinkeisan nebo Kinkeizan) je kopec v jihozápadní části prefektury Iwate v Japonsku. Leží na území města Hiraizumi v okrese Nišiiwai.
Kinkei je posvátnou horou (kopcem), která ovlivnila prostorové uspořádání města Hiraizumi. Leží přibližně v polovině cesty mezi chrámy Čúsondži a Mócúdži. Podle legendy nechal kopec navršit během jediné noci Fudžiwara no Hidehira z třetí generace severní větve rodu Fudžiwara na západ od chrámu Murjókóin, který postavil jako kopii chrámu Bjódóin v Udži. Jméno kopce pak prý je odvozeno z faktu, že na vrcholu byl zahrabán pár zlatých (金, kin) slepic (鶏, kei). Výška kopce je 98,6 metru.
V roce 1930 zde došlo k nelegálním vykopávkám ve snaze najít legendární zlaté slepice. Místo nich ale byly objeveny keramické a hliněné nádoby a měděné válce se sútrami. 22. února 2005 byl kopec Kinkei prohlášen za národní památku.
Hora kinkei je jednou z památek v katastru města Hiraizumi, které byly v roce 2011 zapsány na Seznam světového dědictví UNESCO pod společným označením Hiraizumi - chrámy, zahrady a vykopávky reprezentující buddhistickou Čistou zemi.

## Galerie

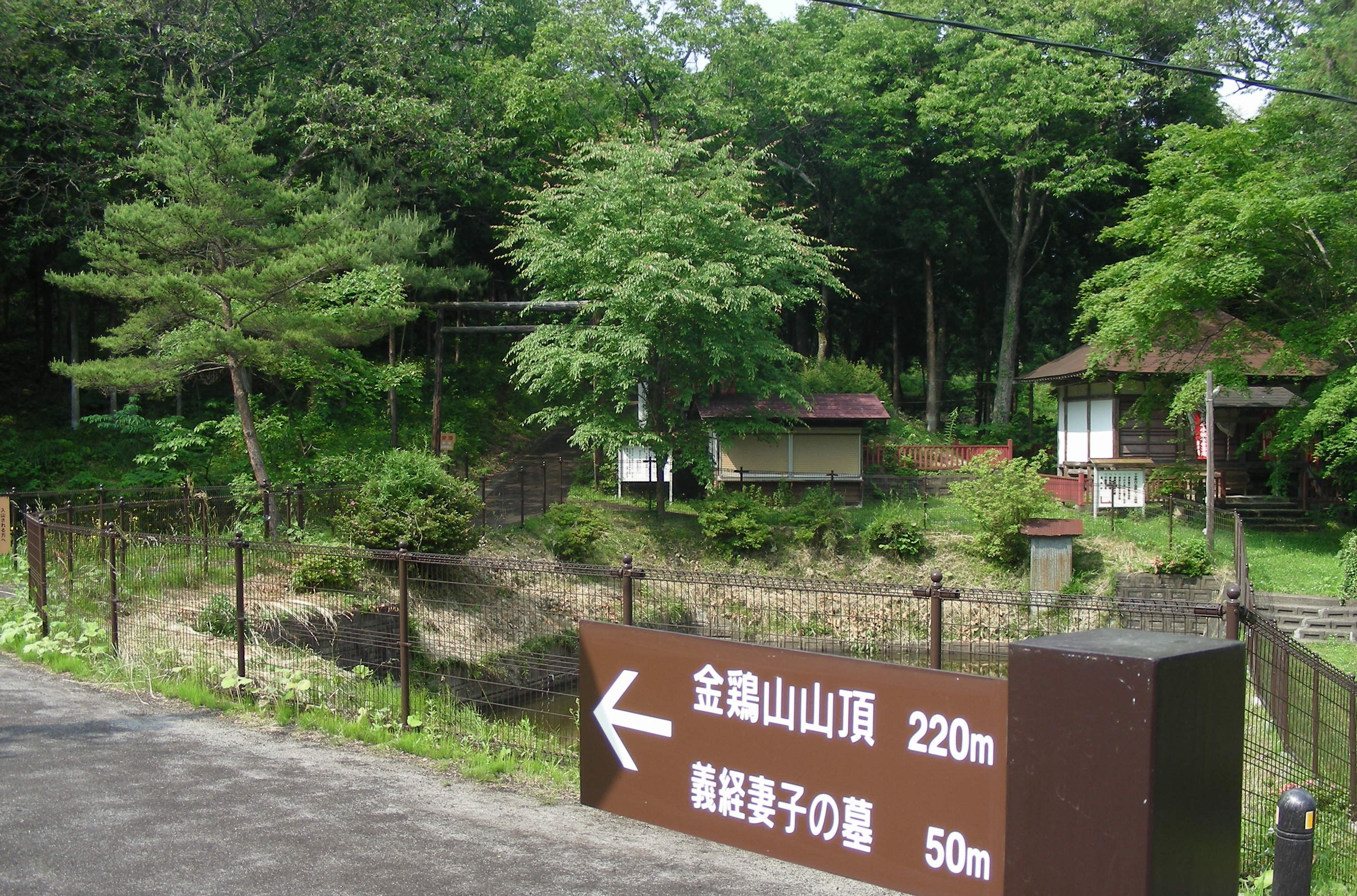
Počátek cesty na vrchol kopce Kinkei
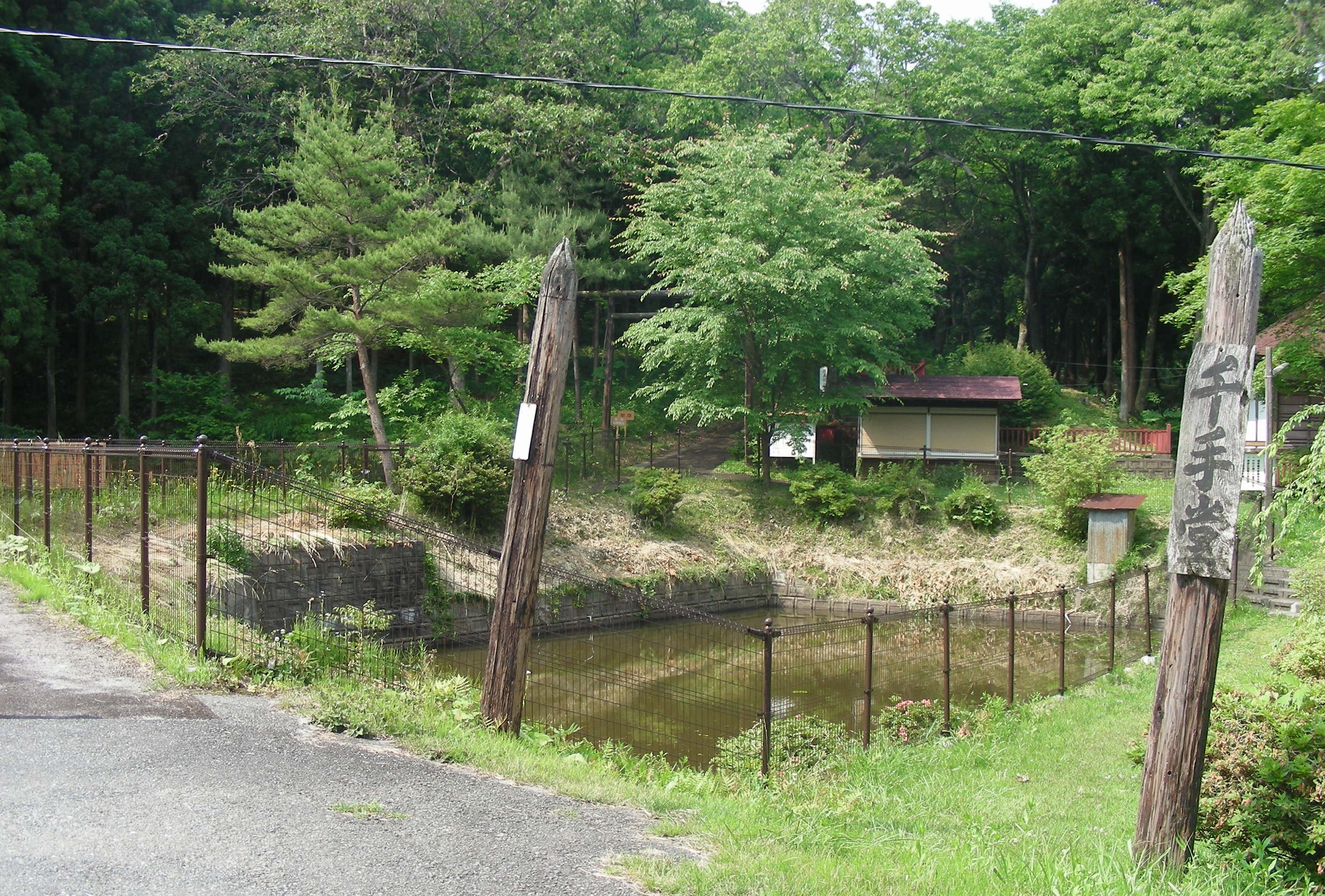
Sendžúdó na úpatí Kinkei
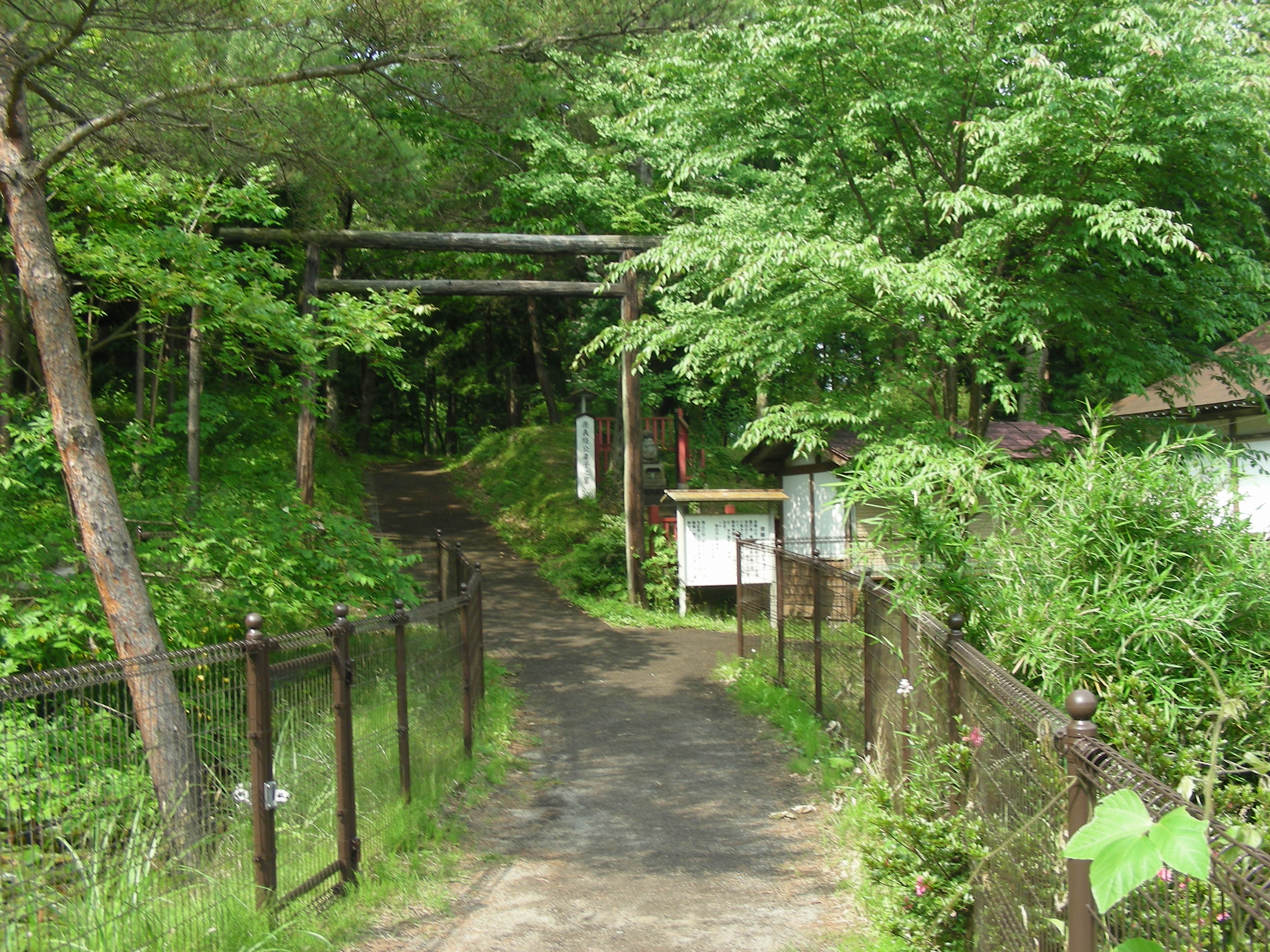
Počátek cesty k vrcholu kopce Kinkei
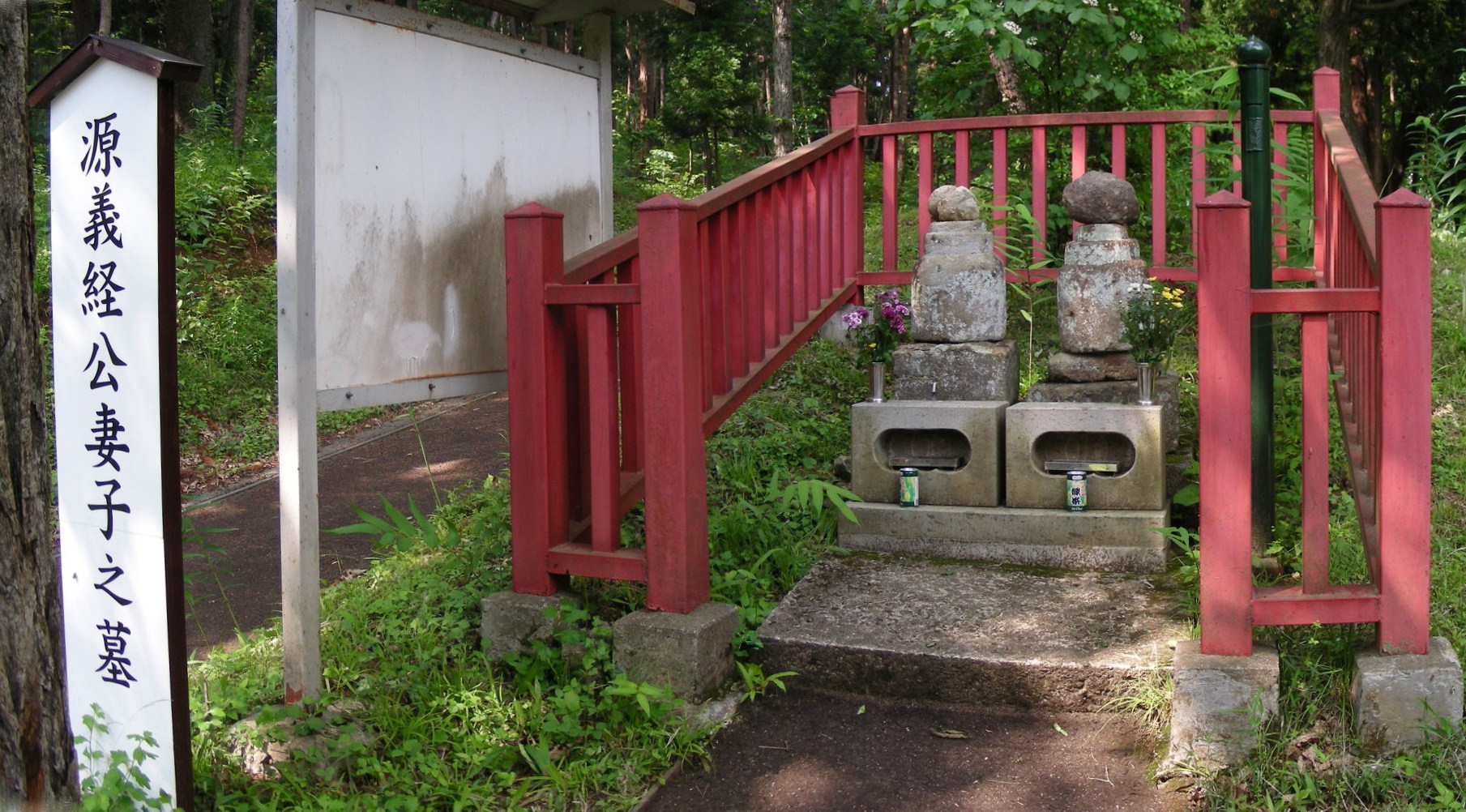
Hroby Jošicuneho manželky a dítěte v Sendžúdó
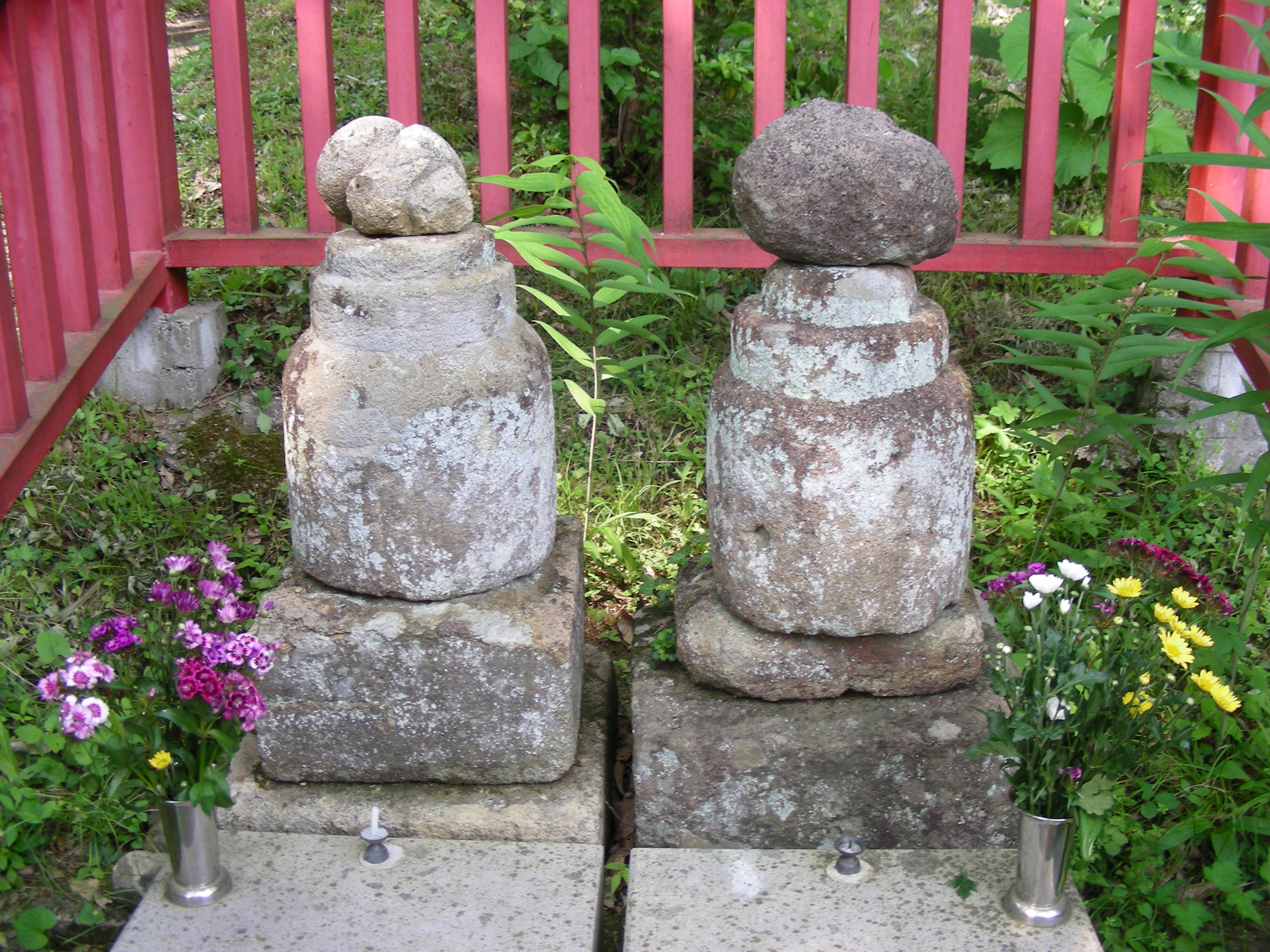
Hroby Jošicuneho manželky a dítěte v Sendžúdó